# Lansium
Genre
Lansium est un genre de plantes de la famille des Meliaceae (famille des Acajous), comprenant une ou peut-être plusieurs espèces.  
L'espèce Lansium parasiticum (syn. L. domesticum Corrêa ) est un arbre fruitier tropical qui est largement cultivé en Asie du Sud-Est tropicale, et dans une moindre mesure ailleurs sous les tropiques. D'autres espèces ayant appartenu à ce genre sont à présent incluses dans les genres Aglaia et Reinwardtiodendron . 